# La Peraleja
La Peraleja är en ort i Spanien.   Den ligger i provinsen Provincia de Cuenca och regionen Kastilien-La Mancha, i den centrala delen av landet, 100 km öster om huvudstaden Madrid. La Peraleja ligger 874 meter över havet och antalet invånare är 132.
Terrängen runt La Peraleja är kuperad norrut, men söderut är den platt. Terrängen runt La Peraleja sluttar norrut. Runt La Peraleja är det mycket glesbefolkat, med 5 invånare per kvadratkilometer. Närmaste större samhälle är Huete, 15,1 km sydväst om La Peraleja. Trakten runt La Peraleja består till största delen av jordbruksmark.